# 985

## Události
- Almanzor dobyl Barcelonu.
- Erik Rudý kolonizoval Grónsko (datum podle legendy).
- Jindřich II. Bavorský se znovu stal bavorským vévodou.
- Rajaraja se stal králem dynastie Chola.
- Everger se stal kolínským arcibiskupem.
- Géza I. přijal křest.
- Založeno město, které bylo předchůdcem dnešního Wolverhamptonu.
- První dochovaná zmínka o německé vesnici, která byla předchůdcem dnešního Hildenu.
- srpen: Jan XV. se stal papežem.

## Narození
- Al-Hákim – fátimovský chalífa († 1021)
- Sancho III. – král Navarry († 1035)

## Úmrtí
- 29. června – Judita Bavorská, bavorská vévodkyně (* 925)
- 20. července – vzdoropapež Bonifác VII.
- 21. září – Warin von Köln, kolínský arcibiskup
- ? – Rikdag, saský markrabě
- ? – Ramiro III. král Leónu

## Hlavy států
- České knížectví – Boleslav II.
- Papež – Jan XV.
- Svatá říše římská – král Ota III.
- Anglické království – Ethelred II.
- Skotské království – Kenneth II.
- Polské knížectví – Měšek I.
- Západofranská říše – Lothar I.
- Benátky – dóže Tribuno Memmo
- Uherské království – Gejza
- První bulharská říše – Roman I. Bulharský
- Byzanc – Basileios II. Bulharobijce
- Čína
  - Severní Sung – císař Taizong
  - Kitanové (dynastie Liao) – císař Shengzong
- Dánsko – král Harald Modrozub
- Egypt – chalífa Al-Azíz
- Japonsko – císař Kazan
- Korea (dynastie Goryeo) – císař Seongjong
- Španělsko (León i Galicie) – král Bermudo II.
- Švédsko – král Eric VI.